# Mychajlo Hretschucha
Mychajlo Serhijowytsch Hretschucha (* 6. Septemberjul. / 19. September 1902greg. in Moschny bei Tscherkassy, Gouvernement Kiew, Russisches Kaiserreich; † 15. Mai 1976 in Kiew, Ukrainische SSR) war ein ukrainisch-sowjetischer Politiker und von 1939 bis 1954 Vorsitzender des Obersten Sowjets der Ukrainischen Sozialistischen Sowjetrepublik.

## Lebenslauf
Hretschucha war ein Parteifunktionär der KPdSU, der er seit 1926 angehörte. Von 1932 bis 1936 studierte er am Nationalen Charkow Automobil und Straßen-Institut, einer Technischen Universität in Charkiw und arbeitete danach zwei Jahre als Maschinenbauer für die Piwdenna Salisnyzja. 
Am 28. Juli 1939 wurde er, in Nachfolge von Leonid Kornijez, Vorsitzender des Obersten Sowjets der Ukrainischen Sozialistischen Sowjetrepublik und hatte dieses Amt bis zum 18. Januar 1954 inne, woraufhin Demjan Korottschenko dieses Amt übernahm. Vom 25. Februar 1956 bis zum 17. Oktober 1961 war er Kandidat des Zentralkomitees der KPdSU. 1966 trat er in den Ruhestand und lebte in Kiew, wo er auch 1976 starb und auf dem Baikowe-Friedhof in Kiew beerdigt wurde.

## Ehrungen
Hretschucha wurde der Rotbannerorden, der Orden der Oktoberrevolution, der Bogdan-Chmelnizki-Orden I. Klasse sowie dreimal der Lenin-Orden verliehen.